# Patrick Rampillon
Patrick Rampillon (* 4. Juli 1955 in Bressuire) ist ein ehemaliger französischer Fußballspieler und -trainer.

## Spielerkarriere
Rampillon begann das Fußballspielen beim SO Cholet, für den er 1975/76 als Stammspieler in der zweiten Liga auflief. Zwar musste er mit dem Aufsteiger den direkten Wiederabstieg hinnehmen, doch weckte er das Interesse mehrerer Profiklubs und wurde 1976 vom Erstligisten Stade Reims unter Vertrag genommen. Auch wenn er für den Klub zu seinem Debüt in der höchsten französischen Spielklasse kam, bestritt er dort lediglich zwei Einsätze und lief hauptsächlich für die Reservemannschaft auf. Nach seinem Wechsel zum Ligakonkurrenten AS Saint-Étienne im Sommer 1977 ergab sich dieselbe Situation und Rampillon kehrte auch diesem Verein nach einem Jahr mit zwei Erstligapartien den Rücken. Er gehörte ein weiteres Jahr der Reservemannschaft von Saint-Étienne an, bis er 1979 beim Zweitligisten Stade Rennes unterschrieb. Bei diesem blieb der Kampf um den Aufstieg zwar erfolglos, doch der Spieler hatte zunächst eine Position in der Stammelf inne. Unter Trainer Jean Vincent kam er im Verlauf der Saison 1983/84 jedoch nicht über einen einzigen Einsatz hinaus, sodass er sich an deren Ende für eine Beendigung seiner aktiven Laufbahn entschied.

## Trainerkarriere
Bereits 1983 und damit ein Jahr vor seinem Karriereende hatte Rampillon mit seiner Arbeit als Trainer der Reserveauswahl von Rennes begonnen. Auf diesem Posten blieb er, bis er zur Winterpause 1986/87 zum Trainer der ersten Mannschaft befördert wurde. Als solcher scheiterte er an seinem Auftrag, das Team vor dem Abstieg aus der ersten Liga zu bewahren. Der zu diesem Zeitpunkt 31-Jährige beschloss, auch seine Trainerlaufbahn zu beenden. Dennoch blieb er Rennes weiter treu, wo er im selben Jahr die Leitung des Ausbildungszentrums für junge Fußballer übernahm. Dieses wurde von 2006 an mehrfach in Folge als bestes Ausbildungszentrum in Frankreich ausgezeichnet.

## Familie
Patrick Rampillon ist der jüngere Bruder des 1953 geborenen französischen Fußballnationalspielers Gilles Rampillon.